# 比亚德吉
比亚德吉（Byadgi），是印度卡纳塔克邦Haveri县的一个城镇。总人口25658（2001年）。

## 人口
该地2001年总人口25658人，其中男性13121人，女性12537人；0—6岁人口3274人，其中男1727人，女1547人；识字率67.48%，其中男性为74.39%，女性为60.25%。